# Kapıcıbaşı

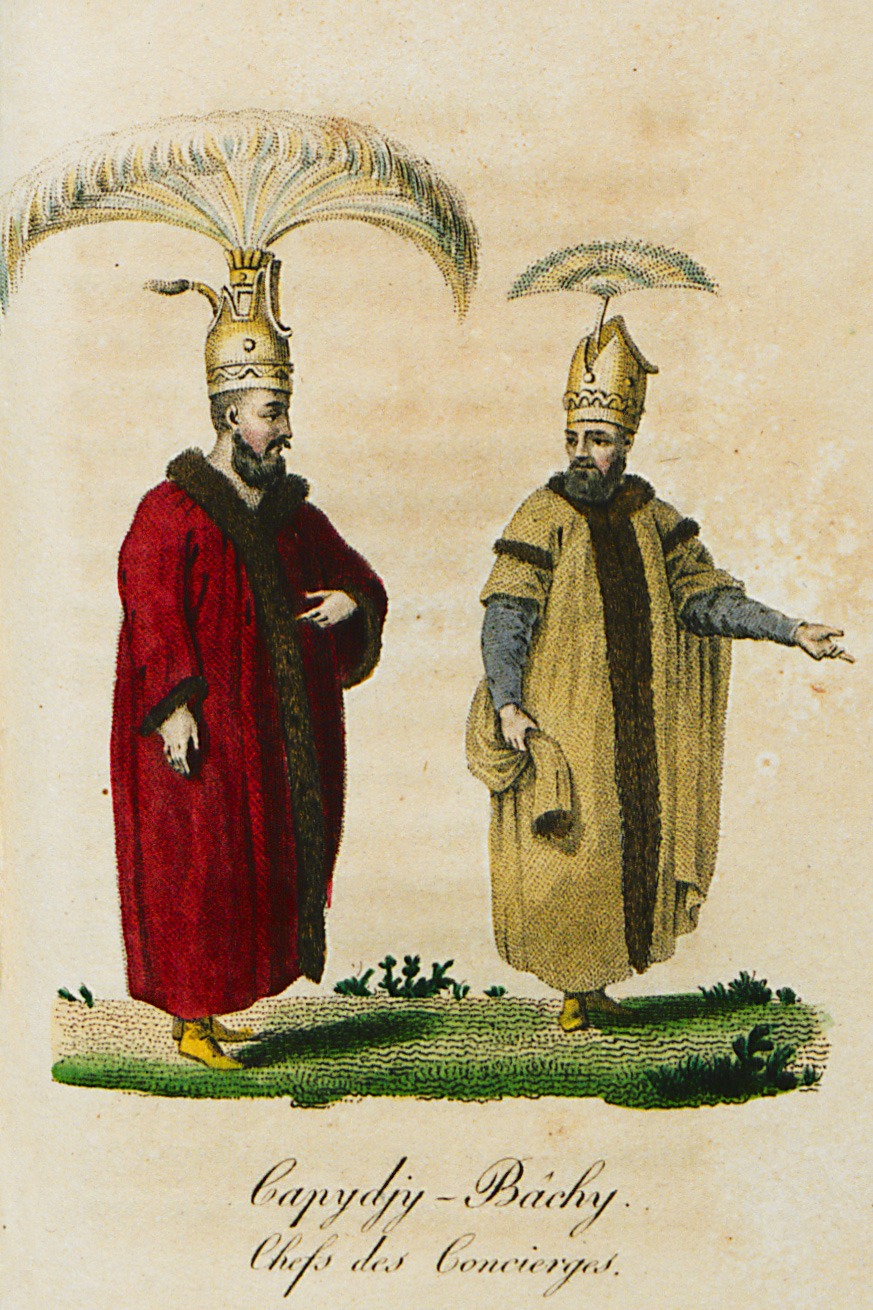
Capydjy-Bâchy Chef des concierges par Antoine-laurent Castellan en 1812

Le Kapıcıbaşı est un titre ottoman désignant le chef des gardiens du palais. Au début de la période ottomane, seule une personne détenait ce titre alors qu'au XVIIIe siècle, près de 150 personnes le détenaient. Le Kapıcıbaşı était chargé de garder les portes, d’exécuter les ordres du Conseil Impérial et de transmettre les messages et les ordres.